# Забара (Тернопольская область)
Забара (укр. Забара) — село в Шумской городской общине Кременецкого района Тернопольской области Украины.
До 2020 года входило в Шумский район.
Население по переписи 2001 года составляло 123 человека. Сейчас — 80. Почтовый индекс — 47122. Телефонный код — 3558.